# Jesús María Coronado Caro
Jesús María Coronado Caro SDB (* 18. Januar 1918 in Ciénega, Boyacá, Kolumbien; † 31. Dezember 2010 in Bogotá, Kolumbien) war ein kolumbianischer Ordensgeistlicher und römisch-katholischer Bischof von Duitama-Sogamoso.

## Leben
Er trat in die Ordensgemeinschaft der Salesianer Don Boscos ein und empfing am 31. August 1947 die Priesterweihe. Er war Rektor des Colegio Salesiano de Duitama.
Am 19. Januar 1964 wurde er durch Papst Paul VI. zum Präfekten der Präfektur Ariari ernannt. Er war Konzilsvater der dritten und vierten Sitzungsperiode des Zweiten Vatikanischen Konzils.
Am 10. Februar 1973 erfolgte durch Papst Paul VI. die Ernennung zum Bischof des Bistums Girardot. Die Bischofsweihe in der Kirche Nuestra Señora del Carmen in Bogota (Colegio León XIII) spendete ihm am 24. März 1973 Erzbischof Angelo Palmas, Apostolischer Nuntius in Kolumbien; Mitkonsekratoren waren Ciro Alfonso Gómez Serrano, Koadjutor-Bischof in Socorro y San Gil, und Arturo Salazar Mejía OAR, Apostolischer Vikar von Casanare. Sein Wahlspruch war „opus iustitiae pax“.
Am 30. Juli 1981 wurde Coronado Caro durch Papst Johannes Paul II. zum Bischof des Bistums Duitama-Sogamoso ernannt. Seinem altersbedingten Rücktrittsgesuch wurde durch Papst Johannes Paul II. am 21. Juni 1994 stattgegeben.
Bischof Coronado Caro war Gründer und Rektor der Don-Bosco-Schule in Duitama. Er war wesentlich an der Gründung des Bistums Málaga-Soatá im Jahr 1987 beteiligt. Bischof Coronado Caro wurde in der Kathedrale von Duitama bestattet.